# Червеновежда австралийска дърволазка
Червеновежда австралийска дърволазка (Climacteris erythrops) е вид птица от семейство Climacteridae.

## Разпространение
Видът е разпространен в Австралия.